# Jan Pomiankowski
Jan Pomiankowski (ur. 17 lipca 1887 w Bochni, zm. ?) – starosta w okresie II Rzeczypospolitej.

## Życiorys
Ukończył naukę w C. K. Gimnazjum w Bochni i zdał egzamin dojrzałości w 1905, następnie studia wyższe i uzyskał tytuł naukowy doktora. Podczas I wojny światowej, pełniąc stanowisko praktykanta konceptowego C.K. Namiestnictwa w Pilźnie, 16 kwietnia 1917 został odznaczony Krzyżem Wojennym za Zasługi Cywilne III klasy. Po odzyskaniu przez Polskę niepodległości w okresie II Rzeczypospolitej wstąpił do służby państwowej. W 1926 został przeniesiony ze stanowiska starosty w Dąbrowie na stanowisko starosty powiatu lubaczowskiego. Na początku 1927 został przeniesiony na stanowisko starosty powiatu kolbuszowskiego. Tam pełnił funkcję prezesa zarządu ekspozytury powiatowej Polskiego Towarzystwa Opieki nad Grobami Bohaterów. Z Kolbuszowej 1935 został przeniesiony na urząd starosty powiatu mościskiego zamieniając się stanowiskami z Michałem Sienkiewiczem. Tę funkcję pełnił do stycznia 1936, gdy został mianowany radcą województwa lwowskiego w Urzędzie Wojewódzkim we Lwowie. Z okazji pożegnania starosty w Mościskach Jan Pomiankowski otrzymał tytuł obywatelstwa honorowego gmin miejskich i wiejskich powiatu mościckiego, tj. gminy miejskiej Mościska, gminy zbiorowej Mościska, gminy zbiorowej Pnikut i innych okolicznych gmin. Z pracy we Lwowie we wrześniu 1937 został mianowany starostą powiatu brzozowskiego. Według Krzysztofa Hajduka urząd miał objąć w styczniu 1938. W październiku 1937 objął urzędowanie. Wiosną 1939 otrzymał honorowe obywatelstwo gminy Dynów.
Po wybuchu II wojny światowej w czasie kampanii wrześniowej po nadejściu Niemców w dniu 8 września 1939 ustąpił z urzędu w Brzozowie, po czym, udał się do Lwowa. Po agresji ZSRR na Polskę z 17 września 1939 został aresztowany przez sowietów i zamordowany przez NKWD.